# Timonius polyneurus
Timonius polyneurus är en måreväxtart som beskrevs av Theodoric Valeton. Timonius polyneurus ingår i släktet Timonius och familjen måreväxter. Inga underarter finns listade i Catalogue of Life.